# Coremagnatha
Coremagnatha là một chi bướm đêm thuộc họ Erebidae.